# Cyathobodoniae
Super-ordre
Ordres de rang inférieur
- Anoecida
- Bicoecida
- Pseudodendromonadida

Les Cyathobodoniae sont un super-ordre d'organismes eucaryotes hétérocontes de l'embranchement des Bigyra.

## Taxinomie
- Super-ordre des Cyathobodoniae Cavalier-Smith, 1993 emend. stat. n. Cavalier-Smith, 2006
  - Ordre des Anoecida Cavalier-Smith, 1997 emend. 2006
    - Famille des Caecitellidae Cavalier-Smith, 2006
    - Famille des Cafeteriaceae Moestrup, 1995

  - Ordre des Bicosoecida Grassé, 1926 emend. Karpov, 1998
    - Famille des Bicosoecaceae

  - Ordre des Pseudodendromonadida Hibberd, 1985 emend. Cavalier-Smith, 2006
    - Famille des Pseudodendromonadaceae
    - Famille des Siluaniaceae